# Feuguerolles-Bully
Feuguerolles-Bully é uma comuna francesa na região administrativa da Normandia, no departamento Calvados. Estende-se por uma área de 8,19 km². Em 2010 a comuna tinha 1 452 habitantes (densidade: 177,3 hab./km²).